# Bartolomé Salom
Bartolomé Antonio de la Concepción Salom Borges (Estança San Esteban, Puerto Cabello, 24 d'agost de 1780 - Ibidem, 30 d'octubre de 1863) va ser un militar veneçolà que va obtenir el grau de general a la guerra d'independència de Veneçuela. El general Salom és considerat com un dels herois nacionals del Perú.

## Biografia
Fill de Gabriel Salom, oriünd de Santa Cruz de Tenerife, i de María Magdalena Borges Mungía, nascuda a Palma, va ser un pròsper comerciant fins a unir-se a la Conjura dels Mantuanos el 1808. Al maig de 1810 es va fer sotstinent de milícies. El juliol de 1811 era capità d'artilleria durant el setge de València, i al juny de 1812, a la batalla de la Victòria, servint sota les ordres del General Francisco Rodríguez del Toro, germà del Marquès del Toro. En caure la Primera República es va retirar a Puerto Cabello, on va ser fet presoner i empresonat al castell de San Felipe. Aconsegueix evadir-se i es trasllada a la Nova Granada a la recerca del Libertador Simón Bolívar. A Cartagena d'Índies es reincorpora a la lluita revolucionària i el 1813 fa la Campanya Admirable amb el Libertador. El 28 de juliol de 1813, cau presoner al setge de Puerto Cabello i es confinat novament al Castell de San Felipe, de la seva ciutat natal, sent sotmès a efectuar treballs forçats. L'1 de novembre de 1813 és enviat pres a Cadis, en companyia d'altres patriotes. Durant una escala a Veracruz, aconsegueix lliurar-se dels seus captors, fugint a Jamaica i després a la Nova Granada. Coneixent els passos del Libertador, s'hi va reunir en un petit poble, a la riba del riu Yucal. Bolívar li va confiar el comandament del petit batalló Caracas. El 1815 és un dels defensors de Cartagena d'Índies, sota les ordres del General José Francisco Bermúdez. Va combatre heroicament en el setge de Cartagena el 1815, i va poder escapar a Haití al costat d'altres caps patriotes. El 1815 va ser nomenat major general per Bolívar a l'expedició dels Cayos i va destacar en el combat naval de Los Frailes (2 de maig de 1816) i la presa de Carúpano (1 de juny). Sent ascendit a Tinent Coronel en aquesta ciutat, funda el Cos Nacional d'Artilleria de l'Exèrcit Libertador.
Després del desembarcament a Ocumare de la Costa (6 de juliol) les forces expedicionarias van ser derrotades pels realistes i Bolívar fuig de nou a Haiti. Al costat de la resta dels patriotes emprèn la retirada. Comandat pel general Gregor MacGregor, participa en els combats de Quebrada Honda (2 d'agost), El Alacrán (6 de setembre) i El Juncal (27 de setembre). El 1817 lluita a les ordres del general Manuel Piular a Angostura (18 de gener) i San Félix (11 d'abril) i al setge d'Angostura (17 de juliol). Sota el comandament del governador de Barinas, José Antonio Páez, va lluitar a les batalles de San Fernando de Apure (7 de març de 1818) i Ortiz (22-26 de març) dirigint l'artilleria. El 1819 participa en la campanya libertadora de Nova Granada i és nomenat governador i comandant de Tunja, càrrec que exerceix entre agost i novembre. El 1820 forma part de la comissió negociadora del Tractat d'Armistici i Regularització de la Guerra presidida pel general Antonio José de Sucre. Coronel i sotscap de l'Estat Major, va estar a càrrec de la logística de la batalla de Carabobo (24 de juny de 1821). A Popayán és ascendit a brigadier general i cap de l'Estat Major de l'exèrcit patriota. A la Campanya del Sud es distingeix a la batalla de Bomboná el 7 d'abril de 1822 i en el setge de Pasto anomenada «el refugi de la monarquia en els grans revessos»." Bolívar li assigna el càrrec d'Intendent de Guayaquil. El 12 de juny de 1822 esclata la rebel·lió de Pasto liderada pel coronel Remigio Boves, nebot del tristament cèlebre José Tomás Boves. Després del triomf a Pichincha el 16 de juny Bolívar entra a Quito i es reuneix amb el general Antonio José de Sucre. El 22 d'octubre els reialistes recuperaven Pasto. Davant l'aixecament, Bolívar envia al general Sucre per organitzar el setge de Pasto al costat de Salom, reemplaçant-lo del govern dels departaments d'Equador i Azuay. El 24 de novembre Boves vencia a la Cuchilla de Taindalá, però el 22 de desembre Sucre es venjava en aquest mateix lloc. Finalment, entre el 23 i 25 de desembre, les tropes patriotes entren a Pasto amb el Batalló Rifles a l'avantguarda. En un episodi conegut a la història com el "Nadal Negre" es produeix una massacre de 400 civils i la ciutat és lliurada al saqueig, violacions i destrucció.
Inicialment el general Salom estava a càrrec de Pasto, però va tornar a Quito per ordre de Bolívar. Una guarnició es va quedar ocupant la ciutat al comandament del coronel Juan José Flores. Al juny de 1823 esclata el segon aixecament de Pasto, aquesta vegada al comandament del coronel Agustín Agualongo. Després de la victòria de Bolívar sobre els reialistes a la batalla d'Ibarra el 17 de juliol de 1823 li va donar ordres a Salom de pacificar Pasto. Salom va haver de coordinar les seves forces amb el general José de Jesús Barreto i el coronel Joseph Hermógenes Maça, i sense contemplacions de cap tipus va completar la tasca en menys d'un mes. 1.000 ciutadans de Pasto van ser reclutats per la força, i 300 van ser exiliats a Quito i Guayaquil; es van afusellar a capitosts i presoners reialistes i es van confiscar gran quantitat de béns. S'ordenà, a més, l'execució de 14 habitants il·lustres de Pasto, llançant-los en parelles i amarrats als precipicis del Riu Guáitara. Segons Gutiérrez Ramos: «així van intervenir els caps patriotes en les cruels campanyes dutes a terme contra aquella Vendée colombiana, fins al punt d'haver violat cínicament compromisos solemnement adquirits». No obstant això, el 18 d'agost Agualongo va tornar a concentrar suficients guerrillers al voltant de Pasto com per assetjar a la guarnició republicana, que va haver d'abandonar cinc dies després. Salom va ser reemplaçat pel general Joseph Mires al comandament de les forces patriotes. El 13 de setembre el coronel Flores va vèncer a Agualongo i va reconquerir Pasto per a la causa patriota. El 13 d'octubre Salom venç al coronel reialista a Catambuco.
Al novembre, el vicepresident Francisco de Paula Santander intenta negociar la pau amb els reialistes però aquests s'hi van negar. Agualongo va continuar amb les seves activitats i durant el 6 i 7 de febrer de 1824 va reconquerir Pasto en un atac sorpresa. No obstant això, Flores va recuperar la ciutat tres dies després i va afusellar als dos-cents guerrillers que va capturar. El 24 de juny Salom captura a Agualongo a El Castigo i després de ser sotmès a una cort marcial és afusellat el 13 de juliol a Popayán.

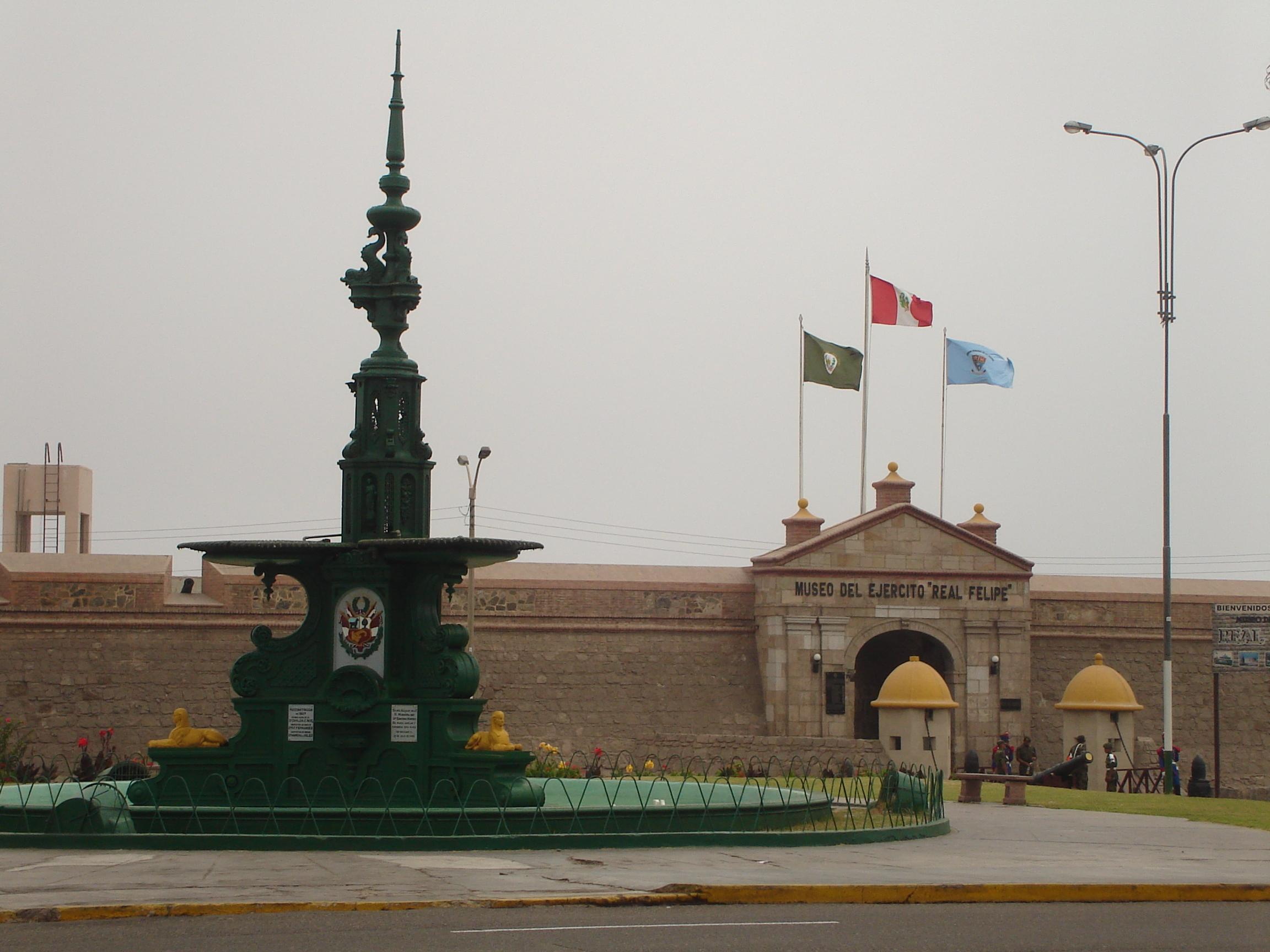
Fortalesa del Reial Felip del Callao. Pot veure's la porta principal, a la muralla del Camí ral, dos garitas i, en primer terme, la pileta de la Plaça Salom

Després de la rendició dels rebels pastusos, Salom desembarca a Trujillo (Perú) l'11 de novembre de 1824 amb reforços per a Simón Bolívar que infructuosament tractava de rendir el port emmurallat del Callao. El desastre d'Ayacucho (9 de desembre de 1824) va posar fi al virregnat peruà No obstant això, el General José Ramón Rodil, comandant militar de les fortaleses del Callao, es va negar a acollir-se a la capitulació d'Ayacucho, confiant que encara podria rebre reforços d'Espanya. A Lima, Bolívar va encomanar a Salom el setge per terra i per mar de la Fortalesa del Reial Felip i els Castells del port del Callao. Rodil comptava per a la seva defensa amb els veterans regiments Reial de Lima i Arequipa, al costat dels soldats independentistes desertors que se li havien afegit. S'havien refugiat també al Callao milers de civils reialistes que van morir en gran nombre per la fam i malalties. Finalment el 22 de gener de 1826 quan gairebé tots els seus soldats havien mort, i els supervivents s'alimentaven de rates, Rodil va acceptar capitular davant el general Salom. La sorprenent resistència de Rodil va merèixer que Simón Bolívar digués a Salom després del triomf, quan aquest últim demanava la màxima pena per al cap reialista: “L'heroisme no és digne de càstig”. Rodil obté condicions honrosas a la capitulació, portant amb sí les banderes dels seus regiments, que van ser les últimes a abandonar el Perú. Amb el lliurament del Callao, va desaparèixer l'últim exèrcit espanyol d'Amèrica del Sud.
El 1827 Salom torna a Veneçuela on organitza la hisenda pública de la província de Carabobo. Entre 1828 i 1829 és intendent i comandant de Maturín. Candidat a la vicepresidència de Veneçuela el 1833, es va retirar a la vida privada. Casat amb Carmen Josefa Serè (1822-1877) el 16 de novembre de 1843, va tenir dos fills: Simón Cincinato i Carmen Magdalena. Tres anys després va perdre les eleccions presidencials enfront de José Tadeo Monagas. Va morir en Puerto Cabello el 30 d'octubre de 1863. Les seves restes van ser traslladades al Panteó Nacional de Veneçuela el 5 de juliol de 1909.

## Homenatges
El general Salom és considerat com un dels herois nacionals del Perú. A El Callao s'honora la seva memòria amb una avinguda, i enfront de la fortalesa Reial Felip es va erigir una estàtua a la plaça homònima. És a partir de 1920 quan a Puerto Cabello, la seva ciutat natal, comença a rescatar-se la figura de Salom, quan, el 24 de juny de 1921, es construeix la Plaça Salom, amb una estàtua de bronze, buidada a Florència (Itàlia). El 31 de desembre de 1925 l'Assemblea Constituent de l'estat Yaracuy decideix col·locar el nom de Salom a una de les parròquies del Municipi Nirgua. Al Saló El·líptic del Palau Federal de Caracas es col·loca un retrat de Salomsignat per Emilio Mauri. L'“Orde Bartolomé Salom” és una condecoració al mèrit que confereix la municipalitat de Puerto Cabello. El 1953 s'inaugura l'aeroport Bartolomé Salom de Puerto Cabello. Un dels destructors de l'Armada, classe Lino de Clemente, porta el seu nom. Un Liceu de Caracas i una escola de Puerto Cabello porten el seu nom.